# Tiumen oblast
Tiumen oblast är ett oblast i västra Sibirien i Ryssland med en yta på 1 435 200 km² och cirka 3,4 miljoner invånare. Huvudort är Tiumen, och andra stora städer är Tobolsk och Isjim. Oblastet omfattar hela den västligaste delen av Sibirien och avvattnas av floden Ob. Tiumen oblast har administrativ jurisdiktion över de nordliga autonoma distrikten (okrugerna) Chantien-Mansien och Jamalo-Nentsien.
| Del                     | Läge   | Yta (km²) | Folkmängd (2021) |
| ----------------------- | ------ | --------- | ---------------- |
| Jamalo-Nentsien         | norr   | 769 250   | 547 010          |
| Chantien-Mansien        | mitten | 534 801   | 1 687 654        |
| egentliga Tiumen oblast | söder  | 160 122   | 1 537 416        |
| Totalt                  | Totalt | 1 464 173 | 3 772 080        |